# 舒舒

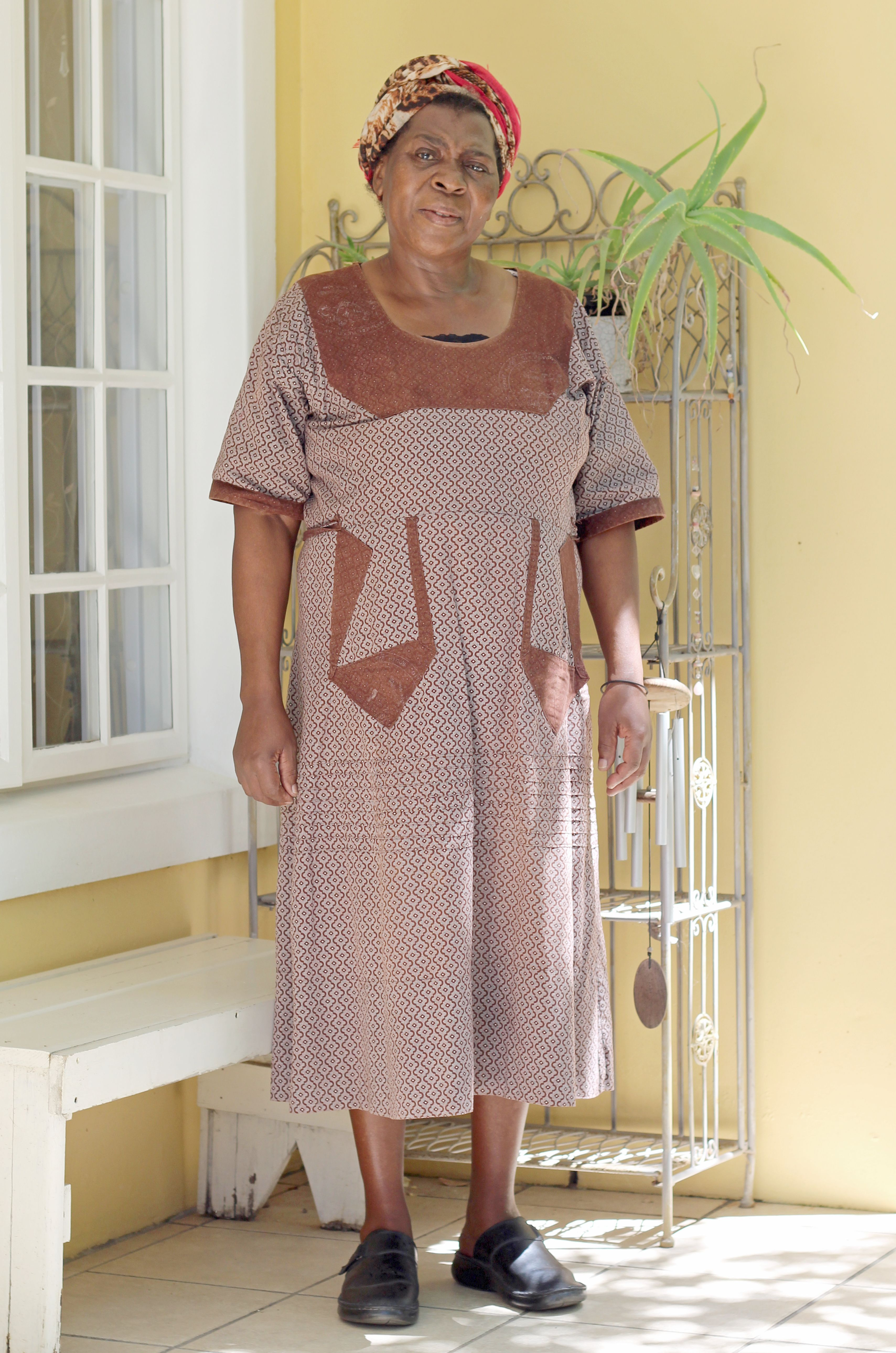
穿着棕色舒舒连衣裙的巴索托人妇女

舒舒（IPA：/ˈʃwɛʃwɛ/）是一种广泛用于南部非洲传统服装的印花染色棉织物。舒舒最初僅染成靛蓝，現可加工製成多种颜色和印花设计，以其复杂的几何图案为特色。出於其受欢迎程度，舒舒被稱为南非的牛仔布或花呢格布。

## 名稱

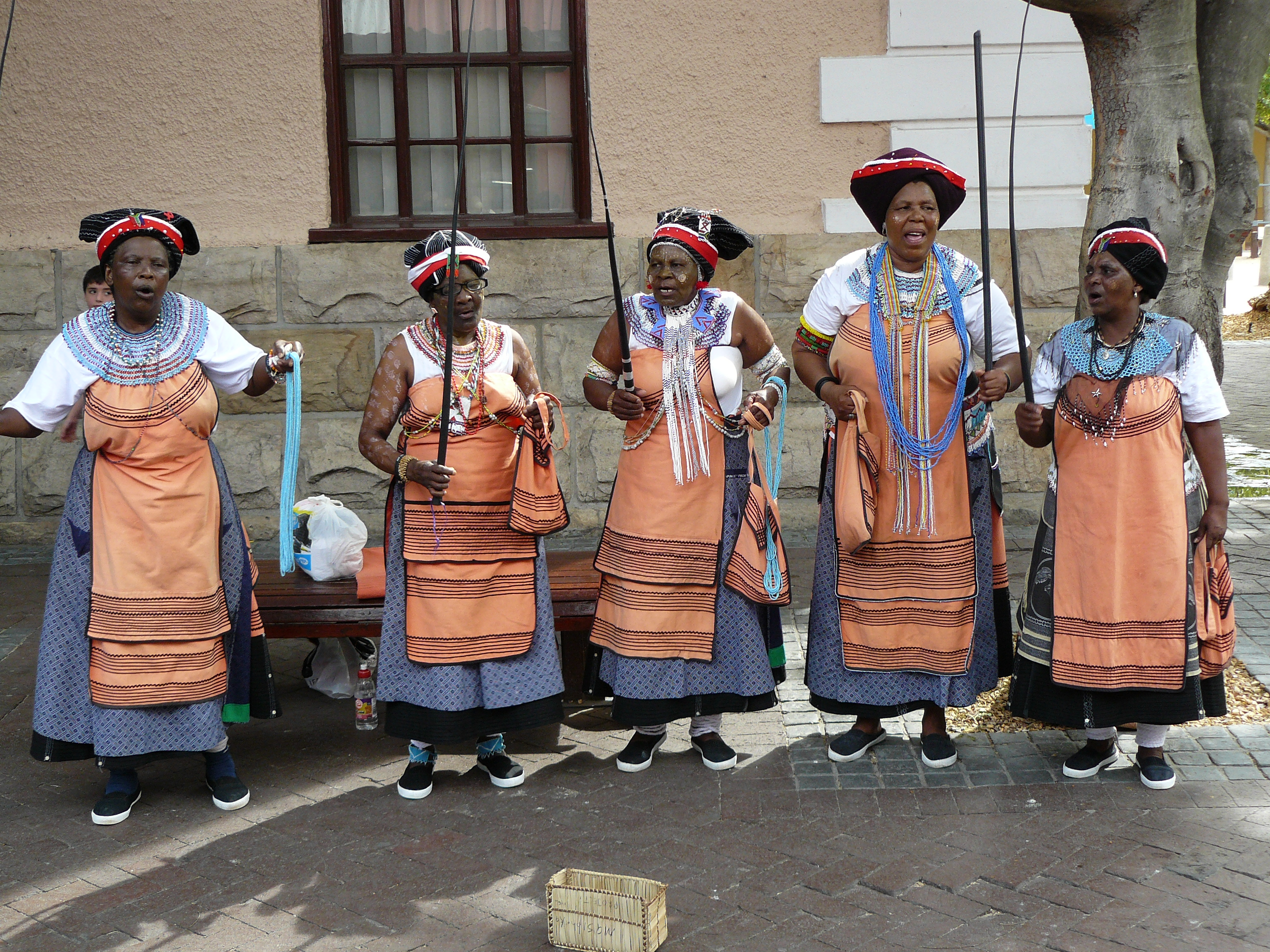
身穿传统靛蓝色舒舒围裙的科薩人妇女

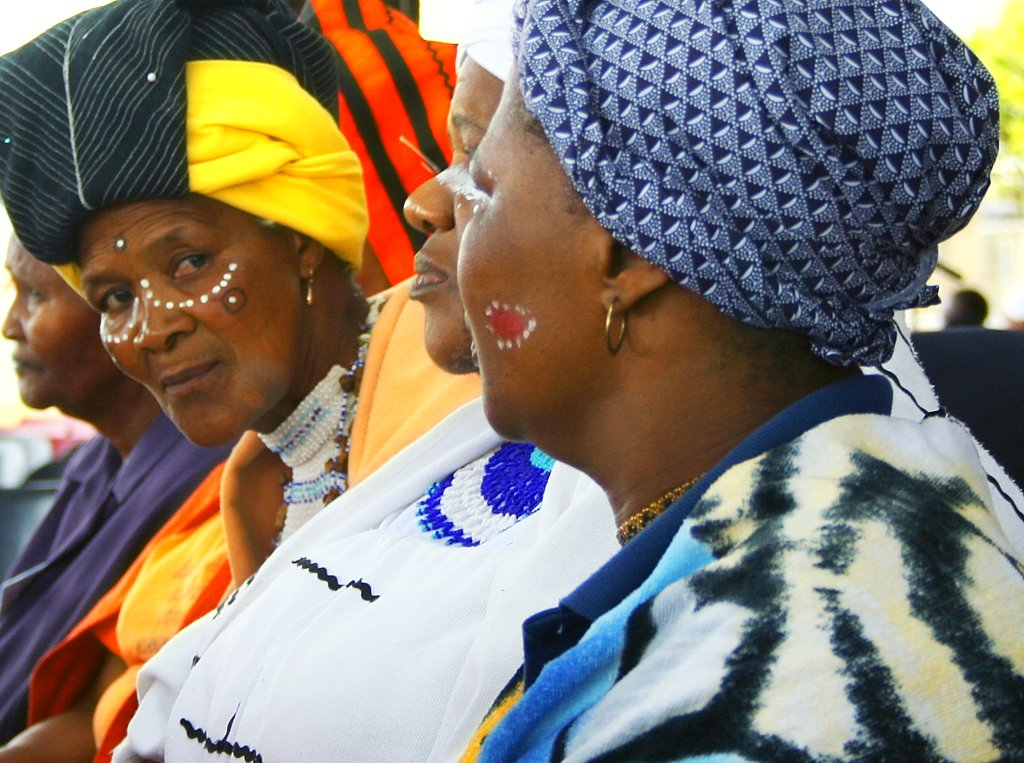
头戴靛蓝色舒舒头巾的科萨人妇女（圖右）

舒舒的當地語言名稱源自莱索托国王莫舒舒一世（又拼作）與織品的关联。莫舒舒一世在1840年代獲法国传教士赠予此種織品，隨後将其普及。
19世纪德国和瑞士定居者進口蓝印花（Blaudruck）織品以製作其服装後，舒舒在南非與巴索托文化中的地位獲進一步鞏固，舒舒亦由此在塞索托语中被称作“塞傑雷馬內”（Sejeremane）或“塞舒舒”（Seshoeshoe）、在科萨语中被称作“泰蘭塔拉”（Terantala，源自南非語中指珠雞的詞語）與“烏賈馬尼”（Ujamani）。

## 用途
舒舒传统上用於製作连衣裙、短裙、围裙和围裹式服装。传统上，新婚科薩人妇女（称作）與已婚巴索托人妇女會穿舒舒。科萨人妇女也將舒舒融入其传统的赭色毛毯服装中。除传统服装外，舒舒亦為当代南非時尚設計所用，並適用於各族男女，且也可用於製作配饰與室内装潢。舒舒在美国也被用於绗缝織品。

## 生產

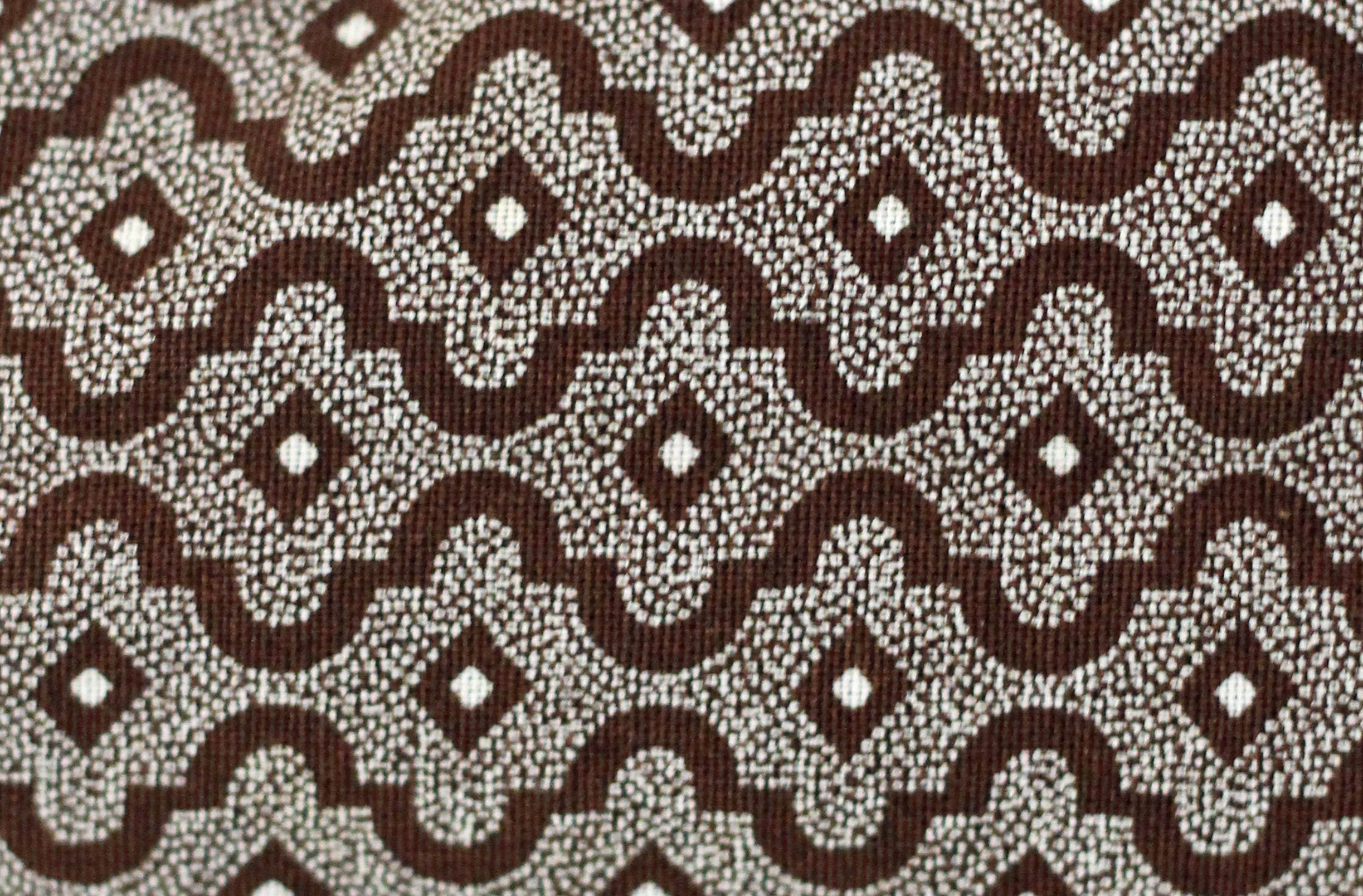
巧克力棕色舒舒

舒舒以在纯棉印花布上採排酸與滾筒印花技术製造。舒舒的印刷寬度為90厘米，採通體圖案與並排印刷的A字形裙板圖案樣式。舒舒織料可製成各种颜色，包括原始的靛蓝、巧克力棕色與红色，並有多种图案设计，包括花卉、条纹與菱形、方形、圆形等几何图案。異光彩斑點效果（Picotage）可用於在舒舒上印刷複雜的圖案。異光彩斑點效果是一种复杂與高成本而鮮為当代織料生產商所使用的針扎織料印刷技术（使用现代織料印刷技术可達到同樣的设计效果）。
舒舒織料現已有商标認證。舒舒織料在以前經欧洲进口到南部非洲，而自1982年以来則一直由达伽马纺织公司（Da Gama Textiles）在東開普省威廉王城外的兹韦利特沙鄉生产。1992年，达伽马收购曼彻斯特雲杉製造有限公司（Spruce Manufacturing Co. Ltd）所生产的最受欢迎的三猫織料的独家经营权，並将原版雕刻铜辊运往南非。达伽马使用从辛巴威进口、在东开普省当地种植的棉花製作舒舒。
包括达伽马舒舒生产綫在內的南非当地纺织业受来自中国大陆與巴基斯坦进口的廉价劣质冒牌货的竞争威胁。舒舒真品可經由手感、气味、味道、声音、染色纯度與織料反面的商标标识，小於平均90厘米的織料宽度，以及从传统淀粉洗掉的新織料的挺度予以识别。截至2013年11月，达伽马的舒舒产量已降至每年500万米。

## 流行文化
吉爾·史葛在電視劇《第一女子偵探社》中飾演主角姆瑪·普蕾舍絲·拉莫茨韋（Mma Precious Ramotswe），並身穿由舒舒製成的服装進行拍攝。

## 延伸閲讀
- Ralfe, Liz. . Weber, Sandra; Mitchell, Claudia  (编). . New York: Peter Lang. 2004: 211–218  [2022-05-16]. ISBN 978-0-8204-6118-2. （原始内容存档于2022-05-16）.
- Pheto-Moeti, Mabokang Baatshwana.  (M.Sc.论文). University of the Free State. 2005. （原始内容存档于2014-01-22）.
- Maphangwa, Shonisani.  (M.A.论文). University of Johannesburg. 2010. （原始内容存档于2014-01-22）.
- Moletsane, Relebohile; Mitchell, Claudia; Smith, Ann (编). . Dress Identity Materiality (Cape Town: HSRC Press). 2012  [2022-05-16]. ISBN 978-0-7969-2362-2. （原始内容存档于2022-05-16）.
- Rossouw, Mandy. . Beeld. 2006-09-23  [2014-01-22]. （原始内容存档于2014-01-22） （南非荷兰语）.
- Lamprecht, Bettie. . Beeld. 2013-03-05  [2014-01-22]. （原始内容存档于2014-01-22） （南非荷兰语）.
- Leeb-Du Toit, Juliette. . Pietermaritzburg: University of KwaZulu-Natal Press. 2017. ISBN 9781869143145.

## 外部連結
- 大英博物馆藏品中的舒舒 （页面存档备份，存于）